# 岩手石橋站
岩手石橋站（日语：／ Iwate-Ishibashi eki */?）是位於岩手縣大船渡市日頃市町字石橋，岩手開發鐵道的日頃市線貨運車站。

## 歷史
- 1960年（昭和35年）6月21日 - 車站啟用[1]。
- 1992年（平成4年）4月1日 - 結束客運業務[1]。

## 車站構造
此站會裝載來自太平洋水泥大船渡礦山（長岩礦山）開採的石灰石，運送往該公司的大船渡工場。
此站是一座折返式路線構造的地面車站。在本線內設有引上線折返往裝載石灰石的料斗（只有一台）。由於曾經設有客運業務，站內遺留了兩層高的車站大樓和單式月台，客運路軌已經撤走。

## 相鄰車站
岩手開發鐵道
日頃市線
日頃市－岩手石橋

## 注腳
1. 1 2  会社案内 （页面存档备份，存于）（日語） - 岩手開發鐵道